# Premi Caine
El Premi Caine —Caine Prize for African Writing en anglès original— és un premi literari anual atorgat a un relat curt original d'un escriptor africà, resident o no a l'Àfrica, publicat en la llengua anglesa. Fou fundat en el Regne Unit l'any 2000, i va ser anomenat en memòria de Michael Harris Caine, president del Booker Grup plc. La relació del Caine amb el premi Booker fa que sigui anomenat, de vegades, el «Booker africà».

## Guanyadors
| Any  | Autor                                  | Obra                                         | Fonts                              |
| ---- | -------------------------------------- | -------------------------------------------- | ---------------------------------- |
| 2000 | Leila Aboulela (Sudan)                 | The Museum                                   | [ 3 ] [ 4 ]                        |
| 2001 | Helon Habila (Nigèria)                 | Love Poems                                   | [ 5 ] [ 6 ]                        |
| 2002 | Binyavanga Wainaina (Kenya)            | Discovering Home                             | [ 7 ] [ 8 ]                        |
| 2003 | Yvonne Adhiambo Owuor (Kenya)          | Weight of Whispers                           | [ 9 ] [ 10 ]                       |
| 2004 | Brian Chikwava (Zimbabwe)              | Seventh Street Alchemy                       | [ 11 ] [ 12 ]                      |
| 2005 | Segun Afolabi (Nigèria)                | Monday Morning                               | [ 13 ] [ 14 ]                      |
| 2006 | Mary Watson (Sud-àfrica)               | Jungfrau                                     | [ 15 ] [ 16 ]                      |
| 2007 | Monica Arac de Nyeko (Uganda)          | Jambula Tree                                 | [ 17 ] [ 18 ]                      |
| 2008 | Henrietta Rose-Innes (Sud-àfrica)      | Poison                                       | [ 19 ] [ 20 ]                      |
| 2009 | E. C. Osondu (Nigèria)                 | Waiting                                      | [ 21 ] [ 22 ]                      |
| 2010 | Olufemi Terry (Sierra Leone)           | Stickfighting Days                           | [ 23 ] [ 24 ]                      |
| 2011 | NoViolet Bulawayo (Zimbabwe)           | Hitting Budapest                             | [ 25 ]                             |
| 2012 | Babatunde Rotimi (Nigèria)             | Bombay's Republic                            | [ 26 ] [ 27 ]                      |
| 2013 | Tope Folarin (Nigèria)                 | Miracle                                      | [ 28 ]                             |
| 2014 | Okwiri Oduor (Kenya)                   | My Father's Head                             | [ 29 ]                             |
| 2015 | Namwali Serpell (Zambia)               | The Sack                                     | [ 30 ]                             |
| 2016 | Lidudumalingani Mqombothi (Sud-àfrica) | Memories We Lost                             | [ 31 ] [ 32 ] [ 33 ]               |
| 2017 | Bushra Elfadil (Sudan)                 | "The Story of the Girl Whose Bird Flew Away" | [ 34 ] [ 35 ] [ 36 ]               |
| 2018 | Makena Onjerika (Kenya)                | "Fanta Blackcurrant"                         | [ 37 ] [ 38 ] [ 39 ]               |
| 2019 | Lesley Nneka Arimah (Nigeria)          | "Skinned"                                    | [ 40 ]                             |
| 2020 | Irenosen Okojie (Nigeria)              | "Grace Jones"                                | [ 41 ] [ 42 ] [ 43 ]               |
| 2021 | Meron Hadero (Ethiopia)                | "The Street Sweep"                           | [ 44 ]                             |
| 2022 | Idza Luhumyo (Kenya)                   | "Five Years Next Sunday"                     | [ 45 ] [ 46 ] [ 47 ] [ 48 ] [ 49 ] |